# Reggie King
Reginald "Reggie" Biddings King (Birmingham, Alabama, 14 de febrero de 1957) es un exjugador de baloncesto estadounidense que disputó 6 temporadas de la NBA. Con 1,98 metros de estatura, jugaba en la posición de alero.

## Trayectoria deportiva

### Universidad
Jugó durante 4 temporadas con los Crimson Tide de la Universidad de Alabama, en las que promedió 18,4 puntos y 10,8 rebotes por partido. Fue elegido en dos ocasiones, en 1978 y 1979 en el segundo mejor quinteto All-American, y en su último año de carrera fue elegido Atleta del Año de la Southeastern Conference.

### Profesional
Fue elegido en la decimoctava posición del Draft de la NBA de 1979 por Kansas City Kings, donde completó una aceptable primera temporada como sexto hombre del equipo, promediando 8,2 puntos y 6,9 rebotes por partido. Al año siguiente, en la temporada 1980-81 lograría sus mejores registros como profesional, acercándose al doble-doble en sus promedios, 14,9 puntos y 9,7 rebotes, el mejor de su equipo en este último aspecto. Tras dos temporadas más con los Kings, en las que fue perdiendo paulatinamente protagonismo, fue traspasado antes del comienzo de la temporada 1983-84 a Seattle Supersonics a cambio de una segunda ronda del draft de 1985. donde jugó dos temporadas, antes de no serle renovado su contrato.
Al no encontrar equipo en la NBA, decidió prolongar su carrera en la Liga Italiana, fichando por el Opel Reggio Calabria, donde jugó una temporada en la que promedió 14,5 puntos y 8,2 rebotes. En el total de su carrera en la NBA promedió 8,9 puntos y 6,2 rebotes por noche.

## Estadísticas de su carrera en la NBA

### Temporada regular
| Temporada | Edad | Equipo              | Liga | P   | TIT | MIN  | TC  | TCA  | %TC  | 3P  | 3PA | %3P  | TL  | TLA | %TL  | R.OF. | R.DEF. | REB | ASIS | ROB | TAP | PER | FP  | PTS  |
| 1979-80   | 22   | Kansas City Kings   | NBA  | 82  |     | 25.0 | 3.1 | 6.1  | .515 | 0.0 | 0.0 | .000 | 1.9 | 2.7 | .726 | 2.2   | 4.7    | 6.9 | 1.3  | 0.8 | 0.4 | 1.2 | 2.8 | 8.2  |
| 1980-81   | 23   | Kansas City Kings   | NBA  | 81  |     | 33.9 | 5.8 | 10.7 | .544 | 0.0 | 0.0 |      | 3.3 | 4.8 | .684 | 2.9   | 6.8    | 9.7 | 1.5  | 1.3 | 0.5 | 2.0 | 2.8 | 14.9 |
| 1981-82   | 24   | Kansas City Kings   | NBA  | 80  | 76  | 32.6 | 4.8 | 9.4  | .509 | 0.0 | 0.0 |      | 2.5 | 3.6 | .705 | 2.0   | 4.5    | 6.5 | 2.2  | 1.1 | 0.4 | 1.9 | 2.8 | 12.1 |
| 1982-83   | 25   | Kansas City Kings   | NBA  | 58  | 5   | 17.2 | 1.8 | 3.9  | .462 | 0.0 | 0.0 |      | 1.3 | 1.7 | .760 | 1.6   | 2.6    | 4.1 | 1.0  | 0.5 | 0.2 | 1.1 | 1.6 | 4.8  |
| 1983-84   | 26   | Seattle Supersonics | NBA  | 77  | 42  | 27.1 | 3.0 | 5.8  | .520 | 0.0 | 0.0 | .000 | 1.8 | 2.7 | .660 | 1.7   | 4.4    | 6.1 | 2.3  | 0.7 | 0.3 | 1.6 | 2.1 | 7.8  |
| 1984-85   | 27   | Seattle Supersonics | NBA  | 60  | 5   | 14.3 | 1.1 | 2.5  | .423 | 0.0 | 0.0 |      | 0.7 | 1.0 | .695 | 0.7   | 1.3    | 2.0 | 0.9  | 0.5 | 0.2 | 0.7 | 1.2 | 2.8  |
| Total     |      |                     | NBA  | 438 | 128 | 25.9 | 3.5 | 6.7  | .514 | 0.0 | 0.0 | .000 | 2.0 | 2.9 | .699 | 1.9   | 4.2    | 6.2 | 1.6  | 0.8 | 0.3 | 1.5 | 2.3 | 8.9  |

### Playoffs
| Temporada | Edad | Equipo              | Liga | P  | MIN | TCA | TC  | 3PA | 3P | TLA | TL  | R.OF. | REB | ASIS | ROB | TAP | PER | FP | PTS | %TC  | %3P  | %FT  | MIN  | PTS  | REB | AST |
| 1979-80   | 22   | Kansas City Kings   | NBA  | 3  | 77  | 10  | 21  | 0   | 0  | 5   | 9   | 7     | 25  | 4    | 1   | 0   | 2   | 10 | 25  | .476 |      | .556 | 25.7 | 8.3  | 8.3 | 1.3 |
| 1980-81   | 23   | Kansas City Kings   | NBA  | 15 | 620 | 122 | 248 | 0   | 1  | 75  | 102 | 56    | 149 | 25   | 18  | 10  | 35  | 49 | 319 | .492 | .000 | .735 | 41.3 | 21.3 | 9.9 | 1.7 |
| 1983-84   | 26   | Seattle Supersonics | NBA  | 5  | 91  | 5   | 12  | 0   | 0  | 0   | 0   | 6     | 17  | 6    | 2   | 3   | 7   | 14 | 10  | .417 |      |      | 18.2 | 2.0  | 3.4 | 1.2 |
| Total     |      |                     | NBA  | 23 | 788 | 137 | 281 | 0   | 1  | 80  | 111 | 69    | 191 | 35   | 21  | 13  | 44  | 73 | 354 | .488 | .000 | .721 | 34.3 | 15.4 | 8.3 | 1.5 |